# Entandrophragma cylindricum
El sapeli (Entandrophragma cylindricum) es una especie botánica de grandes árboles de África occidental, pertenecientes a la familia Meliaceae.

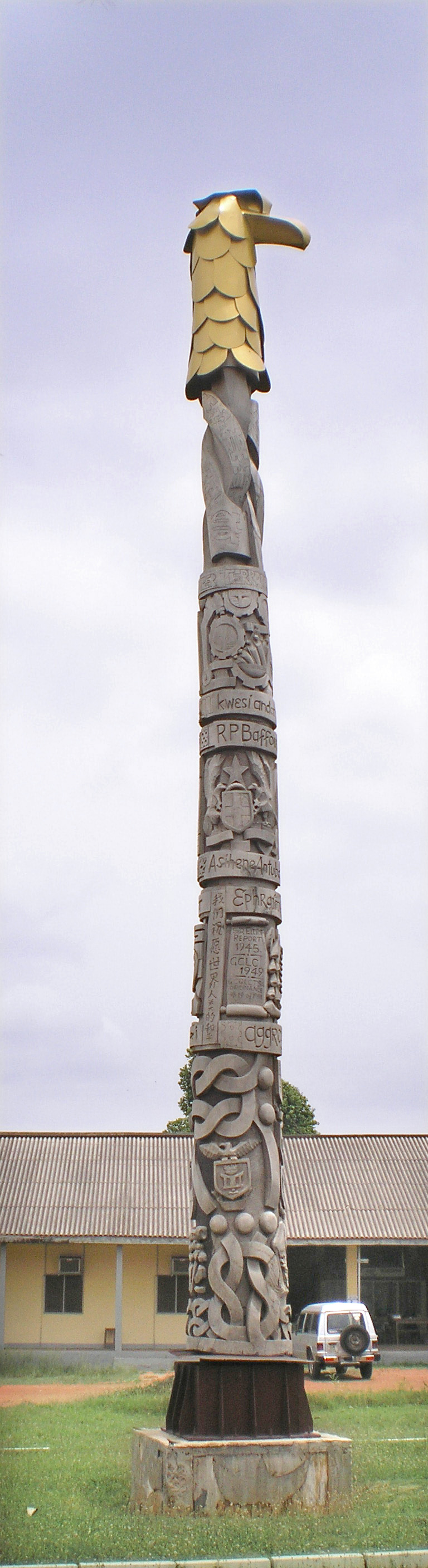
Poste decorativo realizado con el tronco

## Descripción
Es un árbol grande, de hasta 45 m de alto (raramente 60 m), nativo de África tropical. Las hojas son caducifolios en la estación seca, dispuestas alternativamente, pinnadas, con de cinco a nueve pares de folíolos, cada prospecto de unos 10 cm de largo.  Las flores se producen en sueltas inflorescencias cuando el árbol está sin hojas, cada una flor de alrededor de 5 mm de diámetro, con cinco pétalos de color amarillento. El fruto es una cápsula pendular de unos 10 cm de largo y 4 cm de ancho y, cuando madura se divide en cinco secciones para liberar de quince a veinte semillas.

## Distribución
Es natural de África tropical en Uganda, Camerún, República Centroafricana, Zaire, Ghana, Nigeria, Sierra Leona y Togo.

## Utilización
La importancia comercial de esta madera radica en su semejanza con la caoba, con un distintivo tono rojizo, muy usado en ebanistería: puertas, revestimientos, muebles de lujo, etc. Los carpinteros y ebanistas lo mecanizan con cuidado ya que su polvo puede resultar explosivo si salta una chispa y el serrín irrita las fosas nasales. Deben mantenerse unas estrictas normas de seguridad e higiene en el trabajo con esta madera. 
Se usa para tarimas por su durabilidad y hermoso granulado. Entre otros usos más exóticos se encuentra la fabricación de guitarras y de órganos. Las guitarras acústicas usan esta madera para costados y fondos. También se utiliza para el cuerpo de las guitarras eléctricas.
Por ejemplo, es bien conocido el sapeli por algunos fabricantes de guitarras eléctricas, como Ibanez (Japón / EE. UU.), Taylor ( EE. UU.), Martin (EE. UU.), Larrivée (Canadá) y Esteve (España).  Concretamente el fabricante Martin fabrica guitarras acústicas con tapa, fondo y costados (todo) en sapeli. Esta madera es también la elegida para la pieza del tacón o cuello de los ukuleles debido a su calidad estética y agradable tacto. Así lo emplean empresas como Kamaka y Koaloha (ambos hawaianos).  A finales de la década de los 90, empezó a ser utilizado como tablero del instrumento de percusión vasco txalaparta, por la fuerza y claridad de su calidad de sonido. También es utilizado por el fabricante americano de coches Cadillac en el salpicadero interior de sus vehículos revestidos con esta madera. Cierta reciente publicidad del modelo  'Cadillac STS', incluía en la publicidad de sus vehículos la frase: "Sapeli, esencias de madera". Por otra parte, la firma Hudson Reed de complementos de baño, fabrica con sapeli, asientos de ducha de variados diseños.

## Taxonomía
Entandrophragma cylindricum fue descrita por (Sprague) Sprague y publicado en Bulletin of Miscellaneous Information Kew 1910(6): 180. 1910.
Sinonimia
- Entandrophragma cedreloides Harms
- Entandrophragma lebrunii Staner
- Entandrophragma pseudocylindricum Vermoesen
- Entandrophragma rufum A.Chev.
- Entandrophragma tomentosum A.Chev. ex Hutch. & Dalziel
- Pseudocedrela cylindrica Sprague
- Swietenia angolensis Welw. ex C. DC.[4][5]